# Persuasive Kommunikation
Persuasive Kommunikation (von lateinisch persuadere „überreden“) oder Überredungskunst (auch Kunst der Überredung) ist eine Form der zwischenmenschlichen Kommunikation, die auf das Beeinflussen des Kommunikationspartners zielt. Primäres Ziel der persuasiven Kommunikation ist das Erreichen von Einstellungsänderungen, nicht jedoch Verständigung oder Informationsaustausch. Persuasive Kommunikation wird von der Sprachwissenschaft und der Kommunikationswissenschaft z. B. in der massenmedialen Kommunikation untersucht, spielt jedoch auch in anderen Wissenschaften (z. B. in der Psychologie) eine Rolle. Persuasive Kommunikation ist zudem ein Teilgebiet der modernen Rhetorik. Aufgrund der Absicht des Beeinflussens und Überzeugens besteht auch eine große Nähe zur klassischen Rhetorik.

## Definition und Vorkommen
Persuasive Kommunikation kommt an vielen Stellen vor, insbesondere in der Massenkommunikation, der Werbe- und PR-Kommunikation, im Marketing, im Verkaufsgespräch, in der politischen Kommunikation (z. B. Propaganda) sowie in der Psychotherapie. Persuasive Kommunikation ist, oft unbewusst, auch Teil privater Kommunikation. Bezüglich der wissenschaftlichen Definition und der Abgrenzung des Begriffes Persuasion zu anderen kommunikationswissenschaftlichen und kommunikationspsychologischen Kategorien gibt es keine Einigkeit. Laut Lewandowski (1979) will die persuasive Kommunikation Einstellungen nicht langfristig ändern, sondern nur kurzfristige Ziele erreichen. Nach Robert Cialdini ist indes gerade das langfristige Überzeugen gemeint, welches handlungsleitend wirkt.
Systematisch untersucht wurde die persuasive Kommunikation ab 1953 unter anderem von Carl I. Hovland von der Yale University unter der Systematik „wer sagt was zu wem“ (s. u.). Experimentell konnte die persuasive Wirkung verschiedener Kommunikationsformen bestätigt werden. 

## Psychologische Modelle der Einstellungsänderung

### Yale Attitude Change Approach
Im Yale-Ansatz zur Einstellungsänderung wurden von einer Forschungsgruppe um Carl I. Hovland, Irving Janis und Harold H. Kelley die für eine Einstellungsänderung sozialpsychologisch wichtigen Merkmale herausgearbeitet; diese wurden als Merkmale der Quelle, der Aussage, der Rezipienten und weitere Faktoren empirisch herausgearbeitet. Unter anderem zeigte sich, dass die Einbeziehung gegnerischer Argumente und Standpunkte in die eigene Kommunikation von Vorteil und geeignet ist, weitere Gegenargumente von vorneherein zu entkräften. Diese können instrumentell in verschiedensten Bereichen, wie z. B. Werbung, Gesundheitsverhalten oder politische Propaganda, im Sinne einer Einstellungsänderung eingesetzt werden.

### Elaboration-Likelihood-Modell
Das Elaboration Likelihood Model (kurz: ELM) von Richard E. Petty und John T. Cacioppo unterscheidet zwei Wege, die jeweils zur Überzeugung beschritten werden können:
- Die zentrale Route spricht den Verstand des Gegenübers an und arbeitet dabei z. B. mit Argumenten.
- Die periphere Route spricht die Gefühle des Gegenübers an. Einfluss auf die Überzeugungskraft haben hier Eigenschaften des Sprechers wie Sympathie und Status aber auch einfache Heuristiken.

Das Modell nimmt ein Kontinuum der Informationsverarbeitung an, geht also davon aus, dass bei stärkerer zentraler Verarbeitung die periphere Verarbeitung abnimmt und umgekehrt.

### Heuristisch-systematisches Modell
Das heuristisch-systematische Modell (kurz: HSM) ist ein 1980 von Shelly Chaiken entwickeltes Modell, welches ebenfalls von zwei möglichen Wegen der Einstellungsänderung ausgeht:
- Die systematische Route entspricht der zentralen Route des ELM, spricht also die rationale Seite des Rezipienten an
- Die heuristische Route ist jedoch wesentlich enger definiert als die periphere Route des ELM. Im HSM zählen lediglich Heuristiken zur peripheren Informationsverarbeitung.

Eine Besonderheit des HSM ist, dass die beiden Wege der Informationsverarbeitung gemeinsam auftreten und interagieren können.

## Emotionale versus rationale Einstellungen
Einstellungen, die auf vernünftigen Nützlichkeitserwägungen beruhen (zum Beispiel gegenüber Haushaltsgeräten oder Arbeitskleidung), lassen sich am besten durch rationale Argumente verändern. Einstellungen, die auf Emotionen beruhen (zum Beispiel gegenüber Parfums oder Designerkleidung), lassen sich am besten mit emotionalen Botschaften verändern.

## Foot-in-the-door-Technik
Der Name dieser Technik stammt von Verkäufern von Haustürgeschäften, ist jedoch nicht auf diesen Bereich beschränkt. Sie wird folgendermaßen beschrieben: Man erbittet einen kleinen Gefallen, den das Gegenüber praktisch nicht ausschlagen kann. Wenn man den „Fuß“ dann einmal „in der Tür hat“, rückt man mit der wahren Forderung heraus. Weil Menschen konsistent erscheinen wollen, geben sie der folgenden größeren Bitte häufig nach. Erklärungen liefern die Theorie der Selbstwahrnehmung von Daryl J. Bem und die Theorie der Kognitiven Dissonanz von Leon Festinger. (Siehe auch: Konsistenztheorie.)
Im klassischen Experiment von Jonathan Freedman und Scott Fraser (1966) baten sie kalifornische Hausfrauen, eine Petition für defensives Fahren zu unterzeichnen. Zwei Wochen später wurden diese Frauen sowie eine gleich große Gruppe von zuvor nicht angesprochenen Frauen gefragt, ob sie sich eine große Reklametafel für defensives Fahren in ihren Vorgarten stellen würden. Die Zahl der Zustimmungen war in der „Petitions-Gruppe“ dreimal so hoch wie in der Kontrollgruppe. Diese Technik machen sich auch wohltätige Einrichtungen zunutze, so bei Blutspende-Kampagnen oder der Spendenbeschaffung.

## Door-in-the-face-Technik
Die Door-in-the-face-Technik wird folgendermaßen beschrieben: Man fragt nach einem so großen, unverschämten Gefallen, dass praktisch jeder ablehnt. Dann bittet man um etwas sehr viel Geringeres (die wahre Forderung) und hat gute Chancen, dass das Gegenüber diese Bitte nicht ausschlägt und zustimmt. Man spricht hier auch von einer Nullpunktverschiebung.
Der US-amerikanische Psychologe Robert Cialdini zeigte die Door-in-the-face-Technik 1975 in einem Experiment:
Eine Gruppe von Personen wurde gefragt, ob sie Jugendliche einmalig und unbezahlt in den Zoo begleiten würden: Nur 17 Prozent stimmten zu. Die Vergleichsgruppe wurde vorab gefragt, ob sie zwei Stunden pro Woche über einen Zeitraum von zwei Jahren und unbezahlt für ein Jugendzentrum arbeiten würde – worauf die Antwort überwiegend „nein“ war. Der eigentlichen Folgefrage, ob man bereit sei, Jugendliche einmalig in den Zoo zu begleiten, stimmten hier dreimal so viele der Versuchspersonen zu.

## Persuasive Kommunikation in der Psychotherapie
Auch im Rahmen von psychologischen und psychotherapeutischen Methoden spielt die persuasive Kommunikation eine wichtige Rolle. Einerseits direkt im Rahmen der aktiven Überzeugung des Patienten, andererseits indirekt, indem die Erkenntnisse der Persuasionsforschung genutzt werden, um dysfunktionale Überzeugungsmuster des Patienten in Frage zu stellen. Indem die Persuasionsforschung den Prozess der Entstehung von Einstellungen beschreibt, weist sie auch den Weg zu Ansatzpunkten für das Infragestellen von Meinungen und Kognitionen. Insbesondere zielgerichtete Interventionen wie z. B. die kognitive Umstrukturierung, bestimmte Formen der Gesprächspsychotherapie und traditionelle psychotherapeutische Methoden sowie effektorientierte Techniken des Coaching nutzen direkt oder indirekt Methoden und/oder Erkenntnisse der persuasiven Kommunikation.